# スコロペンドラ・パラドクサ
スコロペンドラ・パラドクサ（Scolopendra paradoxa）は、オオムカデ科オオムカデ属に属するムカデである。スコロペンドラ・カタラクタおよびリュウジンオオムカデと並ぶ数少ない水陸両棲のムカデで、フィリピンの固有種。体長14センチ（5.5インチ）まで成長し、緑を帯びた薄い青色の脚を持つ。
この種を最初に記述したCarles Doménechが標本を違法に入手したことが発覚すると、ちょっとした論争が発生した。